# Laetesia distincta
Laetesia distincta är en spindelart som beskrevs av Alfred Frank Millidge 1988. Laetesia distincta ingår i släktet Laetesia och familjen täckvävarspindlar. Inga underarter finns listade i Catalogue of Life.